# Шаран (Дром)
Шаран (фр. Charens) насеље је и општина у источној Француској у региону Рона-Алпи, у департману Дром која припада префектури Ди.
По подацима из 2011. године у општини је живело 26 становника, а густина насељености је износила 1,93 становника/km². Општина се простире на површини од 13,47 km². Налази се на средњој надморској висини од 800 метара (максималној 1.551 m, а минималној 644 m).

## Демографија
| 1962. | 1968. | 1975. | 1982. | 1990. | 1999. | 2011. |
| ----- | ----- | ----- | ----- | ----- | ----- | ----- |
| 39    | 50    | 36    | 33    | 31    | 33    | 26    |

График промене броја становника у току последњих година